# Lady Mai
Lady Mai (4 de julio de 1984) es una actriz pornográfica filipina.

## Biografía
Lady Mai llegó a España a los 8 años y paradójicamente estudió en un colegio catalán de monjas. Al terminar los estudios continuó formándose en peluquería; estética, arte y pintura y; biología. Su primer trabajo fue de relaciones públicas.
Por medio de la actriz Carmen Vera, que le pone en contacto con Little Al, Mai decide incursionar en películas eróticas y debuta en la gran producción de Private: ArtCore. Desde entonces ha trabajado con Max Cortes, Toni Ribas, Nacho Vidal, Rayco García, Pepe Catman, los hermanos Lapiedra, Gary Grant y Cumlouder entre otros.

## Premios
- 2007: Premio Ninfa del público a la mejor actriz Festival Internacional de Cine Erótico de Barcelona (FICEB).

## Filmografía
- 5 historias para ellas
- Chloe
- Depravada
- Dream Sex
- El diario de Zuleidy
- Hot Rats 2
- Let me breathe
- Mundo Perro
- Nacho buscando a la mujer perfecta
- Nacho iniciando a Lucía Lapiedra
- Oral Obsession
- Resex
- The Private Life Of Lady Mai Part 2
- Wham Bam Ibiza
- Woman Pink Hair
- Woman Secrets